# منتخب المجر لكرة الطائرة للسيدات
منتخب المجر الوطني لكرة الطائرة للسيدات (بالمجرية: Magyar női röplabda-válogatott)‏ هو ممثل المجر الرسمي في المنافسات الدولية في كرة طائرة في فئة كرة الطائرة للسيدات.

## وصلات خارجية
- الموقع الرسمي